# August Scholtis
August Scholtis (* 7. August 1901 in Bolatitz, Hultschiner Ländchen; † 26. April 1969 in West-Berlin) war ein deutscher Schriftsteller, der auch unter dem Pseudonym Alexander Bogen publizierte.

## Leben
August Scholtis wurde in Bolatitz im Hultschiner Ländchen (Oberschlesien) geboren, einem Gebiet, das nach dem Ersten Weltkrieg an den neu gegründeten tschechoslowakischen Staat fiel. Aus einer Landarbeiterfamilie kommend wuchs er weitgehend als Autodidakt auf, wurde zunächst Maurer und arbeitete dann als Kammerdiener und Sekretär für den Außenpolitiker Karl Max von Lichnowsky.
Später arbeitete er in Güterverwaltungen, Banken und Behörden und kam schließlich, nach einigen Jahren Arbeitslosigkeit, 1929 als Schriftsteller und Journalist nach Berlin. Dort entstand in wenigen Wochen sein erster Roman Ostwind, der 1932, kurz vor Hitlers Machtantritt im Januar 1933, im angesehenen S. Fischer Verlag erschien und eine Sensation auf dem Buchmarkt wurde. (Dieser Roman hatte noch Jahrzehnte später überaus prägenden Einfluss auf Günter Grass, der sich in seinem Roman Die Blechtrommel widerspiegelt.) Die Thematik der oberschlesischen Aufstände und des Helden Kaschpar Theophil Kaczmarek brachte eine völlig neue Sprache in die Literaturszene hinein. Es folgten die Romane Baba und ihre Kinder sowie Jaś, der Flieger, die beide bei dem jüdischen Verleger Bruno Cassirer erschienen. Die zeitgenössische Kritik lobte Scholtis als erzählerisches Naturtalent von ungewöhnlicher Sprach- und Bildkraft.
Im Nationalsozialismus schlug er sich – mitunter durchaus unkritisch und systemnah – in Berlin durch. Dass Scholtis, wie er selbst immer wieder behauptete, sieben Jahre Schreibverbot gehabt haben soll (von 1933 bis 1934 und von 1941 bis 1945), ist unwahrscheinlich. Glaubhaft ist, dass er nach 1933 für etwas über ein Jahr nicht publizieren konnte, weil er sich zunächst geweigert hatte, der Reichsschrifttumskammer beizutreten. Es ist auch richtig, dass im Jahre 1941 in der nationalsozialistischen Zeitschrift Die Weltliteratur ein massiver Angriff gegen ihn gestartet worden war. Zu einem formellen Schreibverbot führte diese Attacke wahrscheinlich nicht. So publizierte er verschiedene Beiträge in der nationalsozialistischen Wochenzeitung Das Reich.
Nach Kriegsende wurde sein Buch Die Begegnung. Zwei Erzählungen in der Sowjetischen Besatzungszone auf die Liste der auszusondernden Literatur gesetzt.
August Scholtis versuchte ein Comeback und schrieb Erzählungen, Novellen, Essays und Reisebeschreibungen, musste aber rasch erkennen, dass die Zeit für die Heimatliteratur aus der schlesischen Region vorbei war.

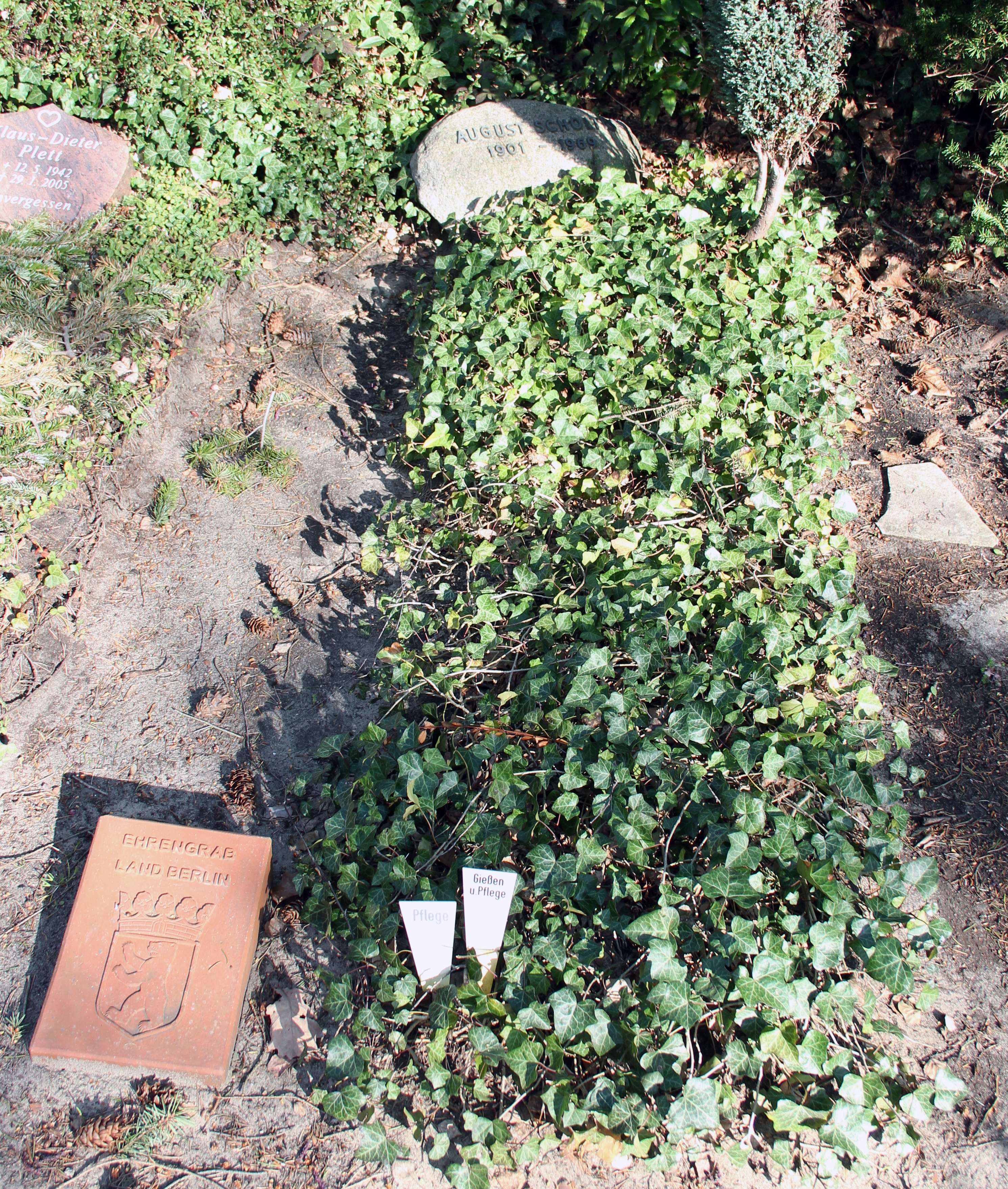
Grab auf dem Friedhof Heerstraße in Berlin-Westend im Jahr 2015 (noch mit Ehrengrabmarkierung)

Er schrieb seine Lebenserinnerungen unter dem Titel Ein Herr aus Bolatitz. Im Jahr 1959 wurde ihm der Andreas-Gryphius-Preis verliehen. Seit 1950 war er Mitglied der Deutschen Akademie für Sprache und Dichtung.
Anfang der 1960er Jahre setzte sich Scholtis für eine Verständigung mit Polen und der Tschechoslowakei ein und verfasste einen Reisebericht, der an einigen Stellen die Bedeutung des Kommunismus recht positiv beschreibt.
August Scholtis starb am 26. April 1969 im Alter von 67 Jahren in Berlin. Sein Grab befindet sich auf dem landeseigenen Friedhof Heerstraße in Berlin-Westend (Grablage: 6-B-9). Die letzte Ruhestätte von August Scholtis war seit 1970 als Ehrengrab des Landes Berlin gewidmet. Im August 2021 beschloss der Berliner Senat, diese Widmung nicht zu verlängern.
Der Nachlass von August Scholtis befindet sich in der Handschriftenabteilung der Stadt- und Landesbibliothek Dortmund.

## Werke (Auswahl)
- Nachruf. 1927.
- Ostwind. 1933.
- Baba und ihre Kinder. 1934.
- Jaś, der Flieger. 1935.
- Wilhelm Doms. Ein ostdeutsches Leben für die Kunst. Rabenpresse, Berlin 1935
- Dreiunddreißig Lieder aus Hultschin. Mährische Volkslieder. Mit Federzeichnungen von Wilhelm Doms. Rabenpresse, Berlin 1935.
- Das Eisenwerk. 1938.
- Schlesischer Totentanz. Erzählungen. 1938.
- Das Eisenwerk. Büchergilde Gutenberg, Berlin 1939.
- Die mährische Hochzeit. 1940.
- Die Begegnung. Zwei Erzählungen. Vorwerk-Verlag, Berlin & Darmstadt 1940.
- Das Spielzeug der Komtess und andere Novellen. Reihe: Bücher der neuen Linie. Verlag Otto Beyer, Leipzig 1940[5]
- Die Fahnenflucht. 1948.
- Die Zauberkrücke. 1948.
- Die Katze im schlesischen Schrank. Oberschlesischer Heimatverlag, Augsburg 1958.
- Ein Herr aus Bolatitz (Autobiografie). 1959.
- Reise nach Polen. Ein Bericht. 1962.
- Schloß Fürstenkron. Roman. Horst Bienek (Hrsg.), August 1987.
- Erzählungen, Dramen, Romane. Auswahl, Hrsg. und Kommentar von Joachim J. Scholz, Berlin 1991–1992.
- Briefe, Teil I und II. Auswahl, Hrsg. und Kommentar von Joachim J. Scholz, Berlin 1991–1992.
- Feuilletonistische Kurzprosa. Auswahl, Hrsg. und Kommentar von Joachim J. Scholz, Berlin 1993.

## Übersetzungen

### Ins Tschechische
- Roman Kopřiva: Domove, drahý domove (Am tröstenden Heimatziel. Feuilletonistische Kurzprosa). In: Kulturní noviny. Brno, Nr. 19 (2015), ISSN 1804-8897 kulturni-noviny.cz
- Roman Kopřiva: Národ ho volil. (Das Volk hat ihn gewählt. Feuilletonistische Kurzprosa). Můj trestní rejstřík (Meine Vorstrafen. Feuilletonistische Kurzprosa). In: Kulturní noviny. Brno, Nr. 20 (2015), ISSN 1804-8897 kulturni-noviny.cz
- Roman Kopřiva: Autobiographische Grotesken: Přítel bydlí na Západě (Mein Freund wohnt im Westen). S kladným pozdravem (Mit positiven Grüßen). Tvar. In: Obtýdeník živé literatury. Praha, 20 (2015), S. 11, ISSN 0862-657X [itvar.cz]
- Wulli statt Wilhelm. In: Der Spiegel. Nr. 14, 1960 (online – ausführliche Rezension von Der Herr aus Bolatitz).